# 1965年10月1日・11月1日国鉄ダイヤ改正
1965年10月1日・11月1日国鉄ダイヤ改正（1965ねん10月1にち・11がつ1にちこくてつダイヤかいせい）では、日本国有鉄道（国鉄）が1965年（昭和40年）10月1日及び11月1日に実施したダイヤ改正について記す。

## ダイヤ改正の背景
1964年（昭和39年）10月1日に東海道新幹線が開業したものの地盤が固まっていなかったこともあって列車は徐行運転を行い、東京駅 - 新大阪駅間は当初予定より約50分 - 1時間遅く、「ひかり」が4時間、「こだま」が5時間を要した。それでも在来線特急時代の所要時間は東京駅 - 大阪駅間が6時間30分だったので、大幅な短縮となった。
地盤が固まったことを確認して11月1日に予定通り所要時間を「ひかり」が3時間10分、「こだま」が4時間に短縮した。当初は春頃に3時間運転を行うことを計画したが、前述の路盤や、さらには関ヶ原付近における雪害の状況の関係から延期され、10月1日に実施される全国ダイヤ改正と同時に行う予定であったが、台風の季節であったことから万全を期すためにさらに1ヶ月先延ばしされたため、この時は暫定的な増発のみを実施した。なお、この暫定2-2ダイヤはわずか31日間使用されたのみであり、現在に至るまで正式に実施したダイヤでは最短のものとなっている。
また、在来線でも鹿児島本線熊本駅・東北本線盛岡駅・北陸本線糸魚川駅まで電化が完成し大幅な輸送改善が行われることになった為、全国的なダイヤ改正を実施した。

## 改正の内容

### 新幹線
新幹線は10月1日の改正では若干の列車増発があった程度であるが、「こだま」が「ひかり」を待避する回数は片道あたり2回に増加した暫定2-2ダイヤとなった。11月1日に前述のスピードアップが行われ（「こだま」の「ひかり」を待避する回数は再び1回となった）、正式な2-2ダイヤとなったが、この後東海道新幹線のスピードアップは20年間実施されず、次にそれが行われたのは1985年（昭和60年）3月14日のダイヤ改正であった。またこれに合わせ、「ひかり」・「こだま」がそれまでの毎時1本ずつから2本ずつに増発された。利用者数は急速に伸びていた。
また、国鉄の特急列車はそれまで「全車指定席」が基本であったが、指定券の切符をそれまでの台帳管理で発行するのでは時間がかかったうえ混雑時に対応できず、乗車券・特急券を購入するために1 - 2時間も並ばなければならない事態も発生していた。そのため前年の12月18日からは「こだま」に自由席が設けられ、さらにこの改正に先立った9月24日からはマルスによる全国列車の指定券のオンライン販売を行う場所として、全国の主要駅に「みどりの窓口」が開設された。

### 在来線
東海道新幹線の列車が倍増されたのに合わせ、在来の東海道本線の方では昨年にもまして優等列車の削減が実施された。
その一方で新幹線と接続する山陽本線や、それとあまり関係ないが利用客数が伸びていた東北本線などでは、下記のような特急列車の新設・増発が行われた。
- 新設列車
  - 「しおかぜ」（2往復） 新大阪駅 - 広島駅間 昼行電車
  - 「いそかぜ」 大阪駅 - 宮崎駅 昼行気動車
  - 「あかつき」 新大阪駅 - 西鹿児島駅（現、鹿児島中央駅）・長崎駅間 客車寝台
  - 「あすか」 名古屋駅 - 東和歌山駅（現、和歌山駅）間 昼行気動車（この年3月に新設された「くろしお」の間合い）
  - 「やくも」 新大阪駅 - 浜田駅（福知山線経由）間 気動車昼行（運転開始は11月1日）
  - 「ゆうづる」 上野駅 - 青森駅（常磐線経由）間 客車寝台
  - 「やまびこ」 上野駅 - 盛岡駅間 電車昼行
  - 「はくたか」 上野駅 - 金沢駅間 気動車昼行
  - 「北斗」 函館駅 - 札幌駅間 気動車昼行
- 増発列車
  - 「しおじ」 1往復→2往復
  - 「ひばり」 1往復→2往復
  - 「つばさ」 1往復→2往復

他にも、山陽本線で新幹線接続の夜行列車として急行列車「海星」・「夕月」が新設されるなどの動きがあった。